# Noel Loban
Noel Loban (n. 28 aprilie 1957, Greater London, Anglia, Regatul Unit) este un luptător ce a reprezentat Regatul Unit al Marii Britanii și al Irlandei de Nord, medaliat olimpic. A participat la 2 ediții ale Jocurilor Olimpice (1984, 1988) în care a câștigat o medalie de bronz.